# Drozdice
Drozdice jsou druhou nejmenší částí městského obvodu Pardubice IV v krajském městě Pardubice. Nachází se na jihovýchodě Pardubic. K 14.10.2016 zde bylo evidováno 44 adres. K roku 2021 zde trvale žilo 103 obyvatel.
Drozdice je také název katastrálního území o rozloze 1,44 km2.